# 극장판 요괴워치: 하늘을 나는 고래와 더블세계다냥!
《극장판 요괴워치: 하늘을 나는 고래와 더블세계다냥!》(일본어: 映画 妖怪ウォッチ 空飛ぶクジラとダブル世界の大冒険だニャン!)은 2016년 공개된 일본의 애니메이션 영화이다. 《요괴워치》의 세번째 극장판으로, 2014년 영화 《극장판 요괴워치: 탄생의 비밀이다냥!》과 2015년 영화 《극장판 요괴워치: 염라대왕과 5개의 이야기다냥!》의 속편이다.

## 한국어판 목소리 출연
- 박경혜: 윤민호
- 홍범기: 위스퍼
- 김현지: 지바냥
- 김가령: 강수빈
- 정유정: 미나
- 방연지: 코알라냥
- 정혜옥: 우사뿅
- 김율: 백멍이, 황멍이
- 강호철: 부유냥
- 신용우: 염라대왕, 차기웅
- 김새해: 구미
- 이호산: 아수라
- 임윤선: 이무기
- 김정훈: 고래
- 정선혜: 이선우
- 여윤미: 장세라
- 김보영: 주미래
- 김채하: 타올라이온
- 한신: 로보냥F
- 현경수: 인면견
- 이미자: 멍이 엄마
- 이수진: 강수빈 엄마
- 김신우: 어부
- 손수호: 아나운서
- 김지율: 행인